# Лютер Берден
Лютер Дін «Тікі» Берден (англ. Luther Dean "Ticky" Burden, 28 лютого 1953, Гейнс-Сіті, Флорида — 29 жовтня 2015, Вінстон-Сейлем, Північна Кароліна) — американський професіональний баскетболіст, що грав на позиції атакувального захисника за команду НБА «Нью-Йорк Нікс». Гравець національної збірної США.

## Ігрова кар'єра
На університетському рівні грав за команду Юта Ютс (1972–1975). 
1975 року був обраний у другому раунді драфту НБА під загальним 26-м номером командою «Нью-Йорк Нікс». Проте професійну кар'єру розпочав виступами у складі команди «Вірджинія Сквайрс» з АБА, за яку відіграв один сезон.
Кар'єру в НБА розпочав 1976 року виступами за «Нью-Йорк Нікс», захищав кольори команди з Нью-Йорка протягом 2 сезонів.

## Після НБА
1980 року разом з трьома іншими чоловіками пограбував банк в селі Гемстед, штат Нью-Йорк, за що отримав термін ув'язнення від шести до вісімнадцяти років. Через порушені детективами процесуальні норми з пошуку доказів, Берден вийшов на волю після двохрічного перебування за ґратами.
29 жовтня 2015 року помер внаслідок ускладнення після операції з видалення катаракти.